# Frank Stella

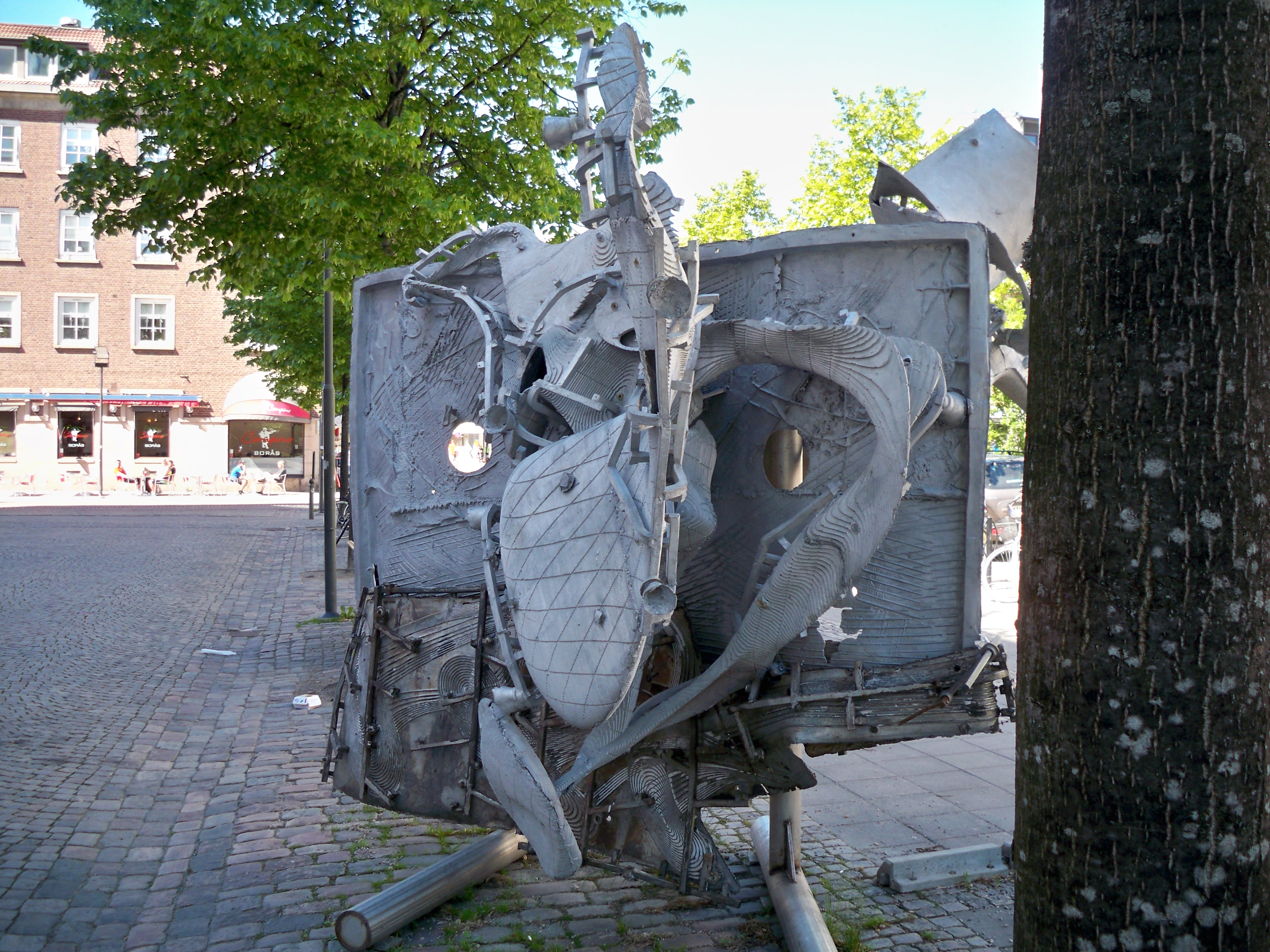
Çatal Hüyük, 2008, Hallbergsplatsen i Borås.

Frank Philip Stella, född 12 maj 1936 i Malden, Massachusetts, död 4 maj 2024 i New York, var en amerikansk bildkonstnär inom post-målerisk abstraktion och minimalism. 
År 1959 slog Stella igenom med Black Paintings på Museum of Modern Art i New York. Han finns representerad i Moderna museets samlingar. Med skulpturen Çatal Hüyük (efter Çatalhöyük) medverkade Stella vid Borås internationella skulpturbiennal 2008.

## Bildgalleri

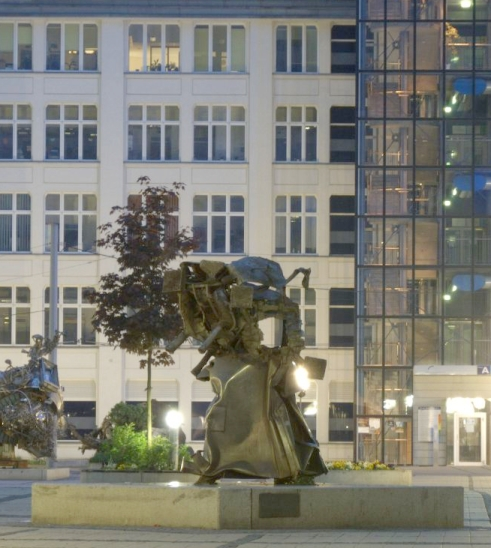
Garrison (1995) Ernst-Abbe-Platz, Jena.
Memantra (2005) På takterrassen till Metropolitan Museum of Art i New York.

## Representerad
Frank Stella är representerad vid bland annat 
Moderna museet, Nasjonalmuseet, Museet för nutidskonst Kiasma, British Museum, Victoria and Albert Museum, Museum of Modern Art, Metropolitan Museum, Cleveland Museum of Art, Nelson-Atkins Museum of Art, Whitney Museum of American Art, Denver Art Museum, Museum Boijmans Van Beuningen, Auckland Art Gallery, National Gallery of Victoria, Thyssen-Bornemisza National Museum, Städel, Museo Reina Sofía, Yale University Art Gallery, Guggenheimmuseet, Art Institute of Chicago, Philadelphia Museum of Art, Smithsonian American Art Museum, San Francisco Museum of Modern Art, Minneapolis Institute of Art, Tate Modern, National Gallery of Art, Saint Louis Art Museum och National Gallery of Canada